# Gare d'Évrehailles-Bauche
La gare d'Évrehailles-Bauche est une ancienne gare ferroviaire belge de la ligne 128, de Ciney à Yvoir située à Bauche, section de la commune d'Yvoir, dans la Province de Namur en Région wallonne.

## Histoire
La section de Dorinne-Durnal à Évrehailles-Bauche est mise en service le 1er mai 1903 par les Chemins de fer de l'État belge. La section finale de la ligne sera inaugurée le 1er juin 1907. La gare, desservant le village (ancienne commune) d’Évrehailles, possède une halle aux marchandises, la seule de la ligne avec Spontin.
La SNCB supprime les trains de voyageurs de la ligne 128 en 1960, puis ceux de marchandises le 29 janvier 1971. Les rails sont conservés à titre stratégique.
L’association Patrimoine ferroviaire et tourisme (PFT) a remis en service la ligne 128 à partir de 1992, progressant de proche en proche jusqu'à atteindre Bauche en 2015. Le terminus actuel est toutefois situé à 450 m du site de la gare, en raison des travaux importants à réaliser. À terme, les convois historiques doivent atteindre la gare d'Évrehailles-Bauche et celle d'Yvoir

## Patrimoine ferroviaire
Comme toutes les gares intermédiaires de la ligne à l'exception de Spontin, le bâtiment des recettes de la gare d'Évrehailles-Bauche appartient au plan type 1893. Il possède une aile basse de 4 travées accueillant la salle d'attente. La façade richement ornée est en pierre locale rehaussée de brique avec des linteaux en pierre plus claire surmontés d'arcs de décharge avec une charpente décorative en bois. La gare de Purnode a été doté d'un édifice similaire à la disposition inversée (aile basse à droite).
Un café-restaurant « le Terminus » était installé dans l'ancienne aile basse après la fermeture aux voyageurs, il a depuis fermé.
La halle à marchandises a été transformée en habitation.